# Eurocraat
Een Eurocraat is een informele, oorspronkelijk schertsende benaming voor een ambtenaar ("bureaucraat", vandaar het tweede deel van de term) van de diensten van  instellingen van de Europese Unie, zoals de Europese Commissie, de Europese Raad, het Europees Parlement en het Europees Hof van Justitie.
Eurocraten werken doorgaans in Brussel (vaak als expats in de Brusselse Rand) en de andere EU-hoofdsteden, Luxemburg en Straatsburg. Ze genieten doorgaans een voordelig financieel en juridisch quasi-diplomatiek statuut.
Het woord vindt vermoedelijk zijn oorsprong in het eurosceptisch Verenigd Koninkrijk, waar in 1961 in The Economist gesproken wordt over "These new ‘Eurocrats’ are worth watching." In Frankrijk vond Eurocrate in 1968 ingang, in het Nederlands taalgebied werd Eurokraat pas in 1979 een eerste maal in een woordenboek opgenomen. De term heeft soms een negatieve bijklank.